# Véronique Cayla
Pour les articles homonymes, voir Cayla.
Véronique Cayla, née Desaint le 5 juillet 1950 à Saint-Cloud (France), est une responsable française d'institutions culturelles.
Le 29 septembre 2020, elle est nommée présidente de la nouvelle administration des César du cinéma avec le cinéaste Éric Toledano au poste de vice-président.

## Biographie

### Famille et formation
Véronique Marie Catherine Desaint naît le 5 juillet 1950 à Saint-Cloud.
Fille de polytechnicien, elle est diplômée de l'Institut d'études politiques de Paris (promotion 1971), et d'études supérieures spécialisées en urbanisme, aménagement et développement local (1972).
Véronique Cayla est l'épouse de Philippe Cayla, ancien président du directoire d'Euronews.

### Carrière professionnelle
Elle intègre en 1973 le ministère de la Culture. Débutant comme chargée de mission au Fonds d'intervention culturelle, elle entre au cabinet du secrétaire d'État à la Culture Michel Guy en 1974, puis travaille au Service juridique et technique de l'information entre 1976 et 1978.
Elle retrouve les bureaux du ministère en 1978, comme conseillère technique chargée du cinéma de Jean-Philippe Lecat, jusqu'à la fin du septennat de Valéry Giscard d'Estaing. Remerciée lors de l'alternance de 1981, elle est nommée directrice adjointe de la Vidéothèque de Paris en 1982, et en devient l'année suivante directrice, puis directrice générale en 1989,.
En 1992, elle quitte l'institution publique pour devenir la numéro 2 de la société de production, de distribution et de ventes internationales de films et d’exploitation de salles de cinémas MK2 et PDG de LMK-Images SA, jusqu'à sa nomination au Conseil supérieur de l'audiovisuel (CSA) en janvier 1999.
Fin 2000, elle intègre le trio à la tête du Festival de Cannes, comme directrice générale, en tandem avec Thierry Frémaux, délégué artistique, sous la présidence de Gilles Jacob. Le 24 juin 2005, elle succède à Catherine Colonna à la tête du Centre national de la cinématographie (CNC), institution qu'elle quittera en 2010 pour être nommée présidente du Comité de gérance d'Arte GEIE à compter du 1er janvier 2011 par son assemblée générale en remplacement de l'allemand Gottfried Langenstein.
Le 14 mars 2011, elle est nommée par le conseil de surveillance au poste de présidente du directoire d'Arte France à compter du 23 mars. C'est sous l'impulsion de Nicolas Sarkozy qu'elle avait été choisie par les actionnaires dès le 25 octobre 2010 lors du conseil de surveillance d'Arte France pour succéder à Jérôme Clément. Le directoire, nommé pour cinq ans, est également composé d'Anne Durupty et de Fabrice Rebois, respectivement directrice générale et directeur général adjoint d'Arte France. À ce poste, elle participe à faire progresser les audiences de 33 % (de 1,5 en 2011 à 2 % en 2013) et à rendre la chaîne moins « excluante » auprès du public.
Véronique Cayla est reconduite pour un second mandat de cinq ans par le conseil de surveillance de la chaîne, réuni le 16 octobre 2015,. Par ailleurs, conformément aux statuts de la chaîne imposant une alternance entre la France et l'Allemagne tous les cinq ans, Véronique Cayla quitte la présidence du comité de gérance d'Arte GEIE au profit de Peter Boudgoust, à compter du 1er janvier 2016. Elle cède également à Anne Durupty, par ailleurs directrice générale d'Arte France et germanophone, la fonction de vice-présidente du comité de gérance à laquelle son titre de présidente du directoire d'Arte France lui permettait pourtant de prétendre. « Cette nouvelle répartition des rôles au sein d'Arte permettra d'apporter un deuxième souffle au groupe » affirme-t-elle dans un communiqué. 
Le 5 juillet 2020, elle est remplacée à la tête d'Arte France par Bruno Patino et, le 29 septembre de la même année, est nommée présidente de la nouvelle administration des César du cinéma avec le cinéaste Éric Toledano au poste de vice-président.

## Distinctions

### Décorations
Véronique Cayla est nommée au grade de chevalier dans l'ordre national de la Légion d'honneur et faite chevalier de l'ordre le 26 mars 2001 puis promue au grade d'officier dans l'ordre le 31 décembre 2010 au titre de « présidente d'un établissement culturel ». Elle est faite officier de l'ordre le 28 septembre 2011 et promue au grade de commandeur dans l'ordre le 13 juillet 2022 au titre de « présidente d'un organisme dédié au cinéma ».
Le 15 mai 2004, elle est nommée au grade d'officier dans l'ordre national du Mérite au titre de « directrice générale d'un festival international du film ; 31 ans d'activités professionnelles et de services civils ». Faite officier de l'ordre le 30 juin 2004, elle est promue au grade de commandeur dans l'ordre le 20 novembre 2015 au titre de « présidente du directoire d'une chaîne audiovisuelle publique à vocation culturelle et européenne ».
Elle est officier de l'ordre des Arts et des Lettres.

### Récompenses
En 2019, Véronique Cayla reçoit le prix Fabienne Vonier au Festival Lumière

## Pour approfondir